# Барлоу, Хелена
Хелена Барлоу (англ. Helena Barlow; род. 5 сентября 1998) — британская юная актриса, наиболее известная своей ролью Розы Уизли в фильме «Гарри Поттер и Дары Смерти. Часть 2». В 2012 году снялась в роли молодой Эстеллы в фильме Майка Ньюэлла «Большие надежды» вместе с Хеленой Бонэм Картер и Рэйфом Файнсом.

## Карьера
Карьера Хелены Барлоу началась в 2009 году на малой сцене Великобритании. Барлоу сыграла в эпизодическую роль в спектакле «Щелкунчик» в Английском Молодёжном Балете, а позднее участвовала в дебютной постановке Молодёжного театра имени Майкла Крофта . При театре работает школа «Аллейнс Джуниор», в которой Хелена училась в 2010 году. Её первой главной ролью стала Венди Дарлинг в школьной постановке «Питера Пэна», адаптированной Мэгги Лоу, которая также прошла в Молодёжном театре.
Её самая известная роль пришла в июне 2011 года, когда стало известно о том, что она сыграет роль Розы Уизли, дочери Гермионы Грейнджер и Рона Уизли в коммерчески успешном фильме «Гарри Поттер и Дары Смерти. Часть 2». В возрасте 12 лет это был первый для актрисы профессиональный фильм.
В том же году она снялась в фильме «Ужасный Генри», адаптации серии книг Франчески Саймон. В 2012 году снялась в фильме-адаптации Майка Ньюэлла произведения Чарльза Диккенса — «Большие надежды», где сыграла роль молодой Эстеллы, в то время как её взрослую версию в фильме исполнила Холлидей Грейнджер. Позже продолжала сниматься вместе с актёрами франшизы «Гарри Поттер», Хеленой Бонэм Картер, Рэйфом Файнсом, Робби Колтрейном и Джесси Кейв.
Её последняя работа — заглавная роль в «Харриет и спички» — пятиминутный фильм, срежиссированный Мирандой Ховард-Вильямс по произведению, написанному Генрихом Гофманом. Фильм является адаптацией традиционной немецкой сказки, описываемой как «мрачная сказка-предостережение о маленькой одинокой девочке».

## Личная жизнь
Родилась в Лондоне. Там же в настоящее время и проживает вместе со своими родителями, двумя сёстрами и одним братом.

## Фильмография

### Фильмы
| Год  | Название                            | Роль                    |
| ---- | ----------------------------------- | ----------------------- |
| 2011 | Гарри Поттер и Дары Смерти. Часть 2 | Роза Уизли              |
| 2011 | Ужасный Генри                       | Соур Сьюзан             |
| 2012 | Большие надежды                     | Молодая Эстелла Хавишем |
| 2013 | Харриет и спички                    | Харриет                 |

### Театр
| Год  | Название                            | Роль                | Примечания                                                                           |
| ---- | ----------------------------------- | ------------------- | ------------------------------------------------------------------------------------ |
| 2009 | Щелкунчик                           | Танцовщица ансамбля | Английский молодёжный балет                                                          |
| 2009 | Открытие театра имени Майкла Крофта | Школьница           | Режиссёр Эдвард Аллейн Молодёжный театр имени Майкла Крофта/ школа «Аллейнс Джуниор» |
| 2010 | Питер Пэн                           | Венди Дарлинг       | Школа «Аллейнс Джуниор»                                                              |